# Krehberg
Der Krehberg ist ein 575,7 m ü. NHN hoher Berg im Odenwald. Er liegt in der Gemarkung Seidenbuch der Stadt Lindenfels im hessischen Landkreis Bergstraße. Aufgrund seiner großflächigen Ausdehnung ist der Begriff Krehbergmassiv gebräuchlich. Auf dem bewaldeten Berg befindet sich der Sendeturm Krehberg.

## Geographie

### Lage

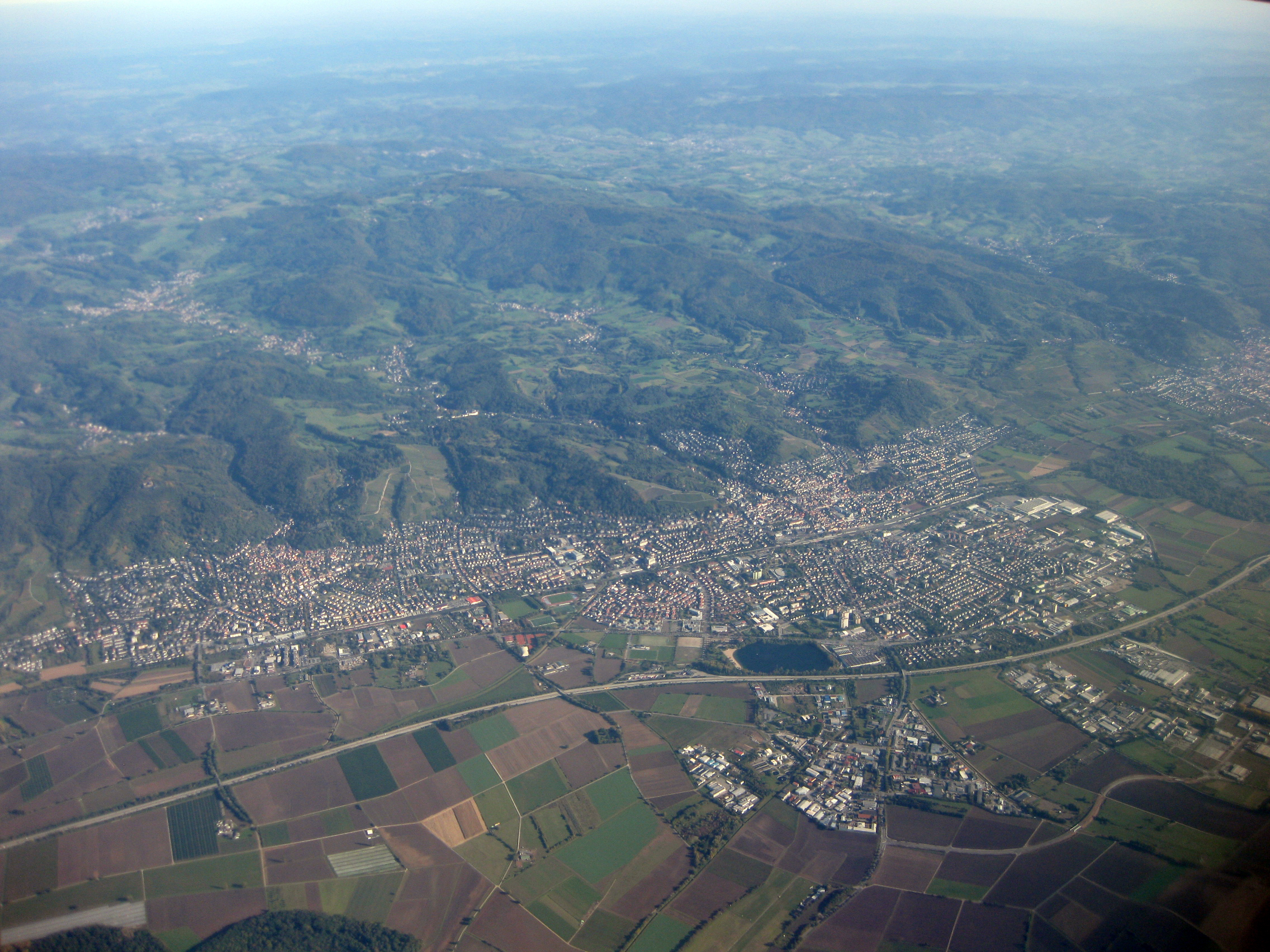
Luftbild des Krehbergmassivs mit an der Bergstraße liegendem Bensheim (mittig) und der Bundesautobahn 5 (vorne)

Das Krehbergmassiv liegt im Geo-Naturpark Bergstraße-Odenwald überwiegend in der Gemarkung von Seidenbuch, das sich auf etwa 434 m Höhe an den Nordosthang schmiegt. Ein kleiner Teil im Nordwesten liegt in den Gemarkungen Schannenbach und Knoden. Zu Füßen des Südhangs liegt das Dorf Seidenbach und zu jenen des Nordwesthangs das Dorf Schannenbach. Ortschaften der nahen Umgebung sind Glattbach, Erlenbach, Eulsbach, Knoden, Scheuerberg und Schlierbach.
Die Gipfelregion des Krehbergmassivs stellt sich annähernd als eine Dreieckpyramide mit abgerundeten Formen dar, deren drei Ecken durch Bergrücken verlängert werden. Der nach Südwesten an die Gipfelregion anschließende rund 1,5 km lange Bergrücken führt zum 531,1 m hohen Kesselberg und der kurze südostwärts gerichtete Sporn endet in der 452,7 m hohen gerodeten Bergterrasse Auf dem Eck. Nach Nordosten schafft ein rund 4 km langer Höhenzug, auf dem die Grenze zwischen Lautertal im Nordwesten und Lindenfels im Südosten verläuft, die Verbindung zur 605 m hohen Neunkircher Höhe.

### Naturräumliche Zuordnung
Das Krehbergmassiv gehört in der naturräumlichen Haupteinheitengruppe Odenwald, Spessart und Südrhön (Nr. 14) und in der Haupteinheit Vorderer Odenwald (145) zum Krehberg-Odenwald (145.5) und bildet das Zentrum dieser 35,45 km² großen Untereinheit. Diese stellt das Verbindungsglied zwischen dem Neunkircher-Höh-Odenwald im Nordosten und dem Juhöhe-Odenwald im Süden dar und steht damit im Zentrum des Vorderen Odenwaldes. Im Südosten schließt sich die Weschnitzsenke mit ihren Seitentälern an, überragt vom anschließenden Tromm-Odenwald, und im Nordwesten liegt das Tal der Lauter. Jenseits davon erheben sich der Melibokus und der Felsberg. Im Südwesten reicht der Krehberg-Odenwald bei Heppenheim bis zur Bergstraße.

## Schutzgebiete und Natur
Auf der Westflanke des Krehbergs liegt das Naturschutzgebiet Schannenbacher Moor (CDDA-Nr. 344834; 1975 ausgewiesen; 16,58 ha groß). Bis auf seine Gipfelregion reichen Teile des Fauna-Flora-Habitat-Gebiets Buchenwälder des Vorderen Odenwaldes (FFH-Nr. 6218-302; 37,054 km²).
Auf dem Berg und innerhalb der Schutzgebiete breitet sich Wald aus Buchen aus, die dort zum Wachstum ideale Böden und Standortbedingungen vorfinden. In dieser Gegend wachsen die höchsten Altbuchen des früheren Volksstaates Hessen.

## Sender Krehberg
Auf dem Krehberg befindet sich der Sender Krehberg. Er wird von der Deutschen Telekom betrieben und ist eine Sendeanlage für UKW-Rundfunk und Richtfunk. Als Antennenträger dient ein 102 m hoher Sendeturm aus Stahlfachwerk.

## Verkehr und Wandern
Über den Bergsattel des zwischen Lautertal und Lindenfels vom Krehberg zur Neunkircher Höhe überleitenden Höhenzugs – bei Kolmbach auf rund 415 m Höhe am Schelmenacker gelegen – führt die als Nibelungenstraße bekannte Bundesstraße 47 auf ihrem Weg von der Bergstraße zur Gersprenzniederung. Über den Berg führt der Nibelungensteig („N“) als 130 km langer Fernwanderweg von Zwingenberg an der Bergstraße durch den Odenwald nach Freudenberg am Main.